# Congregació pel Culte Diví i la Disciplina dels Sagraments
La Congregació pel Culte Diví i la Disciplina dels Sagraments (en llatí: Congregatio de Cultu Divino et Disciplina Sacramentorum), és una congregació de la Cúria Romana que està encarregada de la majoria dels assumptes relacionats amb les litúrgies de l'Església Catòlica i el ritual dels Sagraments.
La congregació està composta actualment per 40 membres, entre els cardenals, arquebisbes i bisbes: l'actual prefecte és el cardenal Robert Sarah, nomenat pel Francesc el 23 de novembre de 2014. Un dels consultors és el liturgista català Jaume González Padrós, nomenat el 2017.

## Història
Les seves funcions van ser exercides originalment per la Congregació dels Ritus, establerta el 22 de gener de 1588 pel Papa Sixt V amb la butlla Immensa Aeterni Dei.
La congregació és la successora directa de la Sagrada Congregació per la Disciplina dels Sagraments (Sacra Congregatio de Disciplina Sacramentorum), establerta sota aquest nom per Pius X amb la Constitució apostòlica Sapienti consilio del 29 de juny de 1908.
L'11 de juliol de 1975, mitjançant la constitució apostòlica Nobis Studium Constans del Papa Pau VI, va rebre el nom de "Sagrada Congregació pels Sagraments i el Culte Diví" (Congregatio de Sacramentis et Cultu Divino), incorporant les funcions de la Sagrada Congregació del Culte Diví (Sacra Congregatio pro Cultu Divino), que havia estat creat al 1969 per prendre les responsabilitats per a les qüestions litúrgiques anteriorment realitzada per la Sagrada Congregació de Ritus (Sacra Rituum Congregatio) (1588–1969).
Entre 1984 i 1988 va ser breument redividida en la Congregació pels Sagraments (Congregatio de Sacramentis) i la Congregació del Culte Diví (Congregatio de Cultu Divino) sota un únic Prefecte.

## Funcions
La constitució apostòlica Pastor bonus, emesa pel Papa Joan Pau II el 28 de juny de 1988 estableix les funcions de la congregació, incloent:
- Regulació i foment de la litúrgia, sobretot dels sagraments
- Regulació de l'administració dels sagraments, sobretot pel que fa a la seva celebració vàlida i lícita
- Promoció de la pastoral litúrgica, especialment en relació amb la celebració de l'Eucaristia
- Elaboració i revisió dels textos litúrgics
- Revisió dels calendaris particulars i els Propis de la missa i l'ofici diví
- Concessió de la recognitio a les traduccions de llibres litúrgics i les seves adaptacions
- Promoció de l'apostolat litúrgic o de la música sacra, cançó o l'art
- Assegurar que les normes litúrgiques s'observin amb precisió, i que s'evitin els abusos i s'erradiquin on es comprova l'existència
- Examinar el fet de la no consumació d'un matrimoni i l'existència d'una causa justa per concedir una dispensa.
- Examen de les causes de nul·litat d'ordenació
- Regulació del culte de les relíquies, la confirmació de sants patrons de la diòcesi o d'una localitat
- Autorització de les Coronacions Canòniques i la concessió del títol de basílica menor
- Donar assistència als bisbes perquè les oracions i exercicis de pietat del poble cristià es fomentin, i es mantenen en alta estima

El 30 d'agost de 2011, el Papa Benet XVI va emetre el motu proprio Quaerit Semper que modifica la competència de la congregació mitjançant l'eliminació de la responsabilitat dels matrimonis no consumats i nul·litat dels casos d'ordenació. D'acord amb el motu proprio, això es va fer perquè "En aquestes circumstàncies, semblava adequat, que el treball de la Congregació per al Culte Diví i la Disciplina dels Sagraments es dediqués essencialment [Potissimum] a la represa de la Sagrada Litúrgia en l'Església, d'acord amb la renovació que el Concili Vaticà II es desitja, a partir de la Constitució Sacrosanctum Concilium' ".

## Comitè Vox Clara
El "Comitè Vox Clara" és un comitè de bisbes d'alt nivell de les conferències episcopals de tot el món de parla anglesa, format per la Congregació el 2001 per assessorar la Santa Seu sobre els llibres litúrgics en anglès i enfortir la cooperació efectiva amb les Conferències de bisbes en aquest sentit. El Comitè Vox Clara està presidida pel cardenal George Pell. El Primer Vicepresident és el bisbe Thomas Olmsted (Phoenix, Estats Units), el seu segon vicepresident és el cardenal Oswald Gracias (Bombai, Índia), i el seu tresorer és el cardenal Justin Rigali (Filadèlfia, Estats Units, emèrit). El secretari bisbe és el bisbe Arthur J. Serratelli (Paterson, Estats Units). Altres membres del comitè són: el cardenal John Tong Hon (Hong Kong), l'arquebisbe Alfred Hughes (Nova Orleans, Estats Units, emèrit), l'arquebisbe Michael Neary (Tuam, Irlanda), l'arquebisbe Terrence Prendergast, SJ (Ottawa, Canadà), i el bisbe David McGough (Birmingham, Anglaterra, auxiliar). El Secretari Executiu del Comitè és Monsenyor James P. Moroney (EUA).

## Cronologia dels prefectes

### Prefectes de la Congregació per la Disciplina dels Sagraments
- Cardenal Domenico Ferrata † (26 d'octubre de 1908 - 2 de gener de 1914 nomenat secretari de la Congregació de la doctrina de la Fe)
- Cardenal Filippo Giustini † (14 d'octubre de 1914 - 18 de març de 1920 mort)
- Cardenal Michele Lega † (20 de març de 1920 - 16 de desembre de 1935 mort)
- Cardenal Domenico Jorio † (20 de desembre de 1935 - 21 d'octubre de 1954 mort)
- Cardenal Benedetto Aloisi Masella † (27 d'octubre de 1954 - 11 de gener de 1968 jubilat)
  - Cardenal Francesco Carpino † (7 d'abril de 1967 - 26 de juny de 1967 nomenat arquebisbe de Palerm) (pro-prefecte)
- Cardenal Francis John Brennan † (15 de gener de 1968 - 2 de juliol de 1968 mort)
- Cardenal Antonio Samorè † (1 de novembre de 1968 - 25 de gener de 1974 nomenat arxiver i bibliotecari de la Santa Església Romana)
- Cardenal James Robert Knox † (25 de gener de 1974 - 1 d'agost de 1975 nomenat president del Pontifici Consell per a la Família)

### Prefectes de la Congregació pel Culte Diví
- Cardenal Benno Walter Gut, O.S.B. † (7 de maig de 1969 - 8 de desembre de 1970 mort)
- Cardenal Arturo Tabera Araoz, C.M.F. † (20 de febrer de 1971 - 13 de setembre de 1973 nomenat prefecte de la Congregació pels Afers dels Religiosos)
- Cardenal James Robert Knox † (25 de gener de 1974 - 1 d'agost de 1975 nomenat prefecte de la Congregació pel Culte Diví i la Disciplina dels Sagraments)

### Prefectes de la Congregació pel Culte Diví i la Disciplina dels Sagraments
- Cardenal James Robert Knox † (1 d'agost de 1975 - 4 d'agost de 1981 nomenat president del Pontifici Consell per a la Família)
- Cardenal Giuseppe Casoria † (24 d'agost de 1981 - 8 d'abril de 1984 jubilat)

### Prefectes de la Congregació pels Sagraments
- Cardenal Paul Augustin Mayer, O.S.B., † (8 d'abril de 1984 - 28 de juny de 1988 nomenat prefecte de la Congregació pel Culte Diví i la Disciplina dels Sagraments)

### Prefetes de la Congregació pel Culte Diví i la Disciplina dels Sagraments
- Cardenal Paul Augustin Mayer, O.S.B., † (28 de juny de 1988 - 1 de juliol de 1988 renuncià)
- Cardenal Eduardo Martinez Somalo (1 de juliol de 1988 - 21 de gener de 1992 nomenat prefecte de la Congregació per als Instituts de Vida Consagrada i Societats de Vida Apostòlica)
- Cardenal Antonio María Javierre Ortas † (24 de gener de 1992 - 21 de juny de 1996 jubilat)
- Cardenal Jorge Arturo Medina Estévez (21 de juny de 1996 - 1 d'octubre de 2002 jubilat)
- Cardenal Francis Arinze (1 d'octubre de 2002 - 9 de desembre de 2008 jubilat)
- Cardenal Antonio Cañizares Llovera (9 de desembre de 2008 - 28 d'agost de 2014 nomenat arquebisbe de València)
- Cardenal Robert Sarah (23 de novembre de 2014-20 de febrer 2021)
- Cardenal Arthur Roche, des del 27 de maig de 2021

## Cronologia dels secretaris
- Francesco Bracci † (30 de desembre de 1935 - 15 de desembre de 1958 creat cardenal)
- Cesare Zerba † (18 de desembre de 1958 - 26 de gener de 1965 renuncià)
- Giacomo Violardo † (26 de gener de 1965 - 28 d'abril de 1969 creat cardenal)
- Giuseppe Casoria † (9 d'abril de 1969 - 2 de febrer de 1973 nomenat secretari de la Congregació per a les Causes dels Sants)
- Antonio Innocenti † (26 de febrer de 1973 - 4 d'octubre de 1980 nomenat nunci apostòlic a Espanya)
- Luigi Dadaglio † (4 d'octubre de 1980 - 8 d'abril de 1984 nomenat pro-penitencier major de la Santa Església Romana)
- Virgilio Noè † (30 de gener de 1982 - 24 de maig de 1989 nomenat arxipreste de la Basílica de Sant Pere del Vaticà)
- Lajos Kada † (28 de juny de 1989 - 22 d'agost de 1991 nomenat nunci apostòlic a Alemanya)
- Geraldo Majella Agnelo (16 de setembre de 1991 - 13 de gener de 1999 nomenat arquebisbe de São Salvador da Bahia)
- Francesco Pio Tamburrino, O.S.B. (27 d'abril de 1999 - 2 d'agost de 2003 nomenat arquebisbe de Foggia-Bovino)
- Domenico Sorrentino (2 d'agost de 2003 - 19 de novembre de 2005 nomenat arquebisbe, a títol personal, d'Assis-Nocera Umbra-Gualdo Tadino)
- Albert Malcolm Ranjith Patabendige Don (10 de desembre de 2005 - 16 de juny de 2009 nomenat arquebisbe de Colombo)
- Joseph Augustine Di Noia, O.P. (16 de juny de 2009 - 26 de juny de 2012 nomenat vicepresident de la Pontifícia Comissió Ecclesia Dei)
- Arthur Roche, des del 26 de juny de 2012

## Cronologia dels sots-secretaris
- Mossèn Virgilio Noè † (9 de maig de 1969 - 1 d'agost de 1975 nomenat sots-secretari pel culte diví de la Congregació pel culte diví i la disciplina dels sagraments)
- Monsenyor Piero Marini (1 d'abril de 1985 - 24 de febrer de 1987 nomenat mestre de les celebracions litúrgiques del Summe Pontífex)
- Monsenyor Pere Tena i Garriga † (29 de juliol de 1987 - 28 de juny de 1988 nomenat sots-secretari de la Congregació pel culte diví i la disciplina dels sagraments)
- Monsenyor Carmelo Nicolosi (1993 - 2 de juliol de 1997 renuncià)
- Monsenyor Vincenzo Ferrara (1997 - 2003 renuncià)
- Monsenyor Mario Marini (1 d'octubre de 1997 - 7 de juliol de 2007 renuncià)
- Mossèn Anthony Ward, S.M. (15 de març de 2007 - 5 de novembre de 2014 renuncià)
- Monsenyor Juan Miguel Ferrer Grenesche (4 de juliol de 2009 - 5 de novembre de 2014 renuncià)
- Mossèn Corrado Maggioni, S.M.M., des del 5 de novembre de 2014